# Sankt Georgen bei Grieskirchen
Sankt Georgen bei Grieskirchen är en ort och kommun i Österrike. Den ligger i distriktet Grieskirchen i förbundslandet Oberösterreich, 190 kilometer väster om huvudstaden Wien.
Kommunen består av 16 orter (Ortschaften) (inom parentes invånarantal 1 januari 2024):

- Aigen (48)
- Ferdinand-Huber-Siedlung (32)
- Grub (28)
- Jörgerberg (31)
- Maximilian (75)
- Niedertrattnach (10)
- Niederweng (101)
- Obersteinbach (16)
- Sankt Georgen bei Grieskirchen (140)
- Schwabegg (40)
- Steindlberg (81)
- Stockwies (4)
- Stritzing (41)
- Tolleterau (618)
- Vierhausen (54)
- Weidenau (2)